# Octodrilus juvyi
Espèce
Octodrilus juvyi est une espèce de ver de terre de la famille des Lumbricidae.
Il a été découvert dans le massif de la Grande Chartreuse où il vit sur des terrains en forte pente, entre 1000 et 1200m d'altitude, dans l'humus sous les érables. 